# Torsäule
Die Torsäule (2588 m ü. A.) ist eine sehr steile, etwa 500 Meter hohe Kalkstein-Formation an der Ostflanke des Hochkönigs in den Berchtesgadener Alpen.
Die imposante Säule, die ein Gipfelkreuz trägt, liegt direkt nördlich des Aufstiegsweges vom 1000 m tieferen Arthurhaus zum Hochkönig und hat an der Basis ein Ausmaß von etwa 500 × 200 Meter. In Ost-West-Richtung sieht sie tatsächlich wie eine riesige Säule aus, die bei Erreichen des Hochplateaus (Übergossene Alm) langsam hinter dem lokalen Horizont verschwindet.
Ihre nach oben sich verjüngende Südwand ist nahezu senkrecht, während die anderen Seiten durchschnittliche Neigungen von etwa 60 bis 80° haben.
Strukturell ist die Torsäule dem Bergkamm vorgelagert, der das Hochplateau des Hochkönig-Massivs und seinen Plateaugletscher auf der Ostseite umrahmt und sich wie eine Felsarena halbkreisförmig zur Säule und in Richtung Salzachtal öffnet. Die Torsäule liegt in Luftlinie etwa zwischen dem Ostgipfel der Schoberköpfe (2666 und 2708 m) und der Königs- und Bratschenköpfe (2630 bis 2857 m). Auf ihrer Rückseite (nördlich) fällt sie zum Eiskar ab, über dem am Steilhang der Schoberköpfe die „Teufelskirche“ mit der Höhle liegt. Das langgestreckte, felsdurchzogene Kar auf der Südseite, an dessen Fuß der Anstieg vorbeiführt, trägt den in Salzburg häufigen Namen Ochsenkar.
Bei guter Zeiteinteilung – Aufbruch im Morgengrauen – kann man am Fuß oder beim Passieren der Torsäule den Sonnenaufgang erleben, der genau im sichtbaren Himmelsausschnitt erfolgt. Wenn man etwa 1 Stunde seitlich der Torsäule aufgestiegen ist, sieht man ihre abgerundete Spitze ein letztes Mal vor dem Hintergrund des Tennengebirges und den Morgenwolken, bevor sie unter dem Hochplateau des Hochkönigs versinkt.
Die Südwand der Torsäule ist mit über 36 sanierten Touren die meist bekletterte Wand am Hochkönig. Einige davon werden sehr häufig begangen und zählen zu den Top-Routen der Nördlichen Kalkalpen: Jolly Joker 9, Opera Vertikal 8+, Afrika 8.
Die Torsäule kann über die Ostflanke leicht (maximale Schwierigkeit II) erstiegen werden.